# Jelizaveta Polonskaja

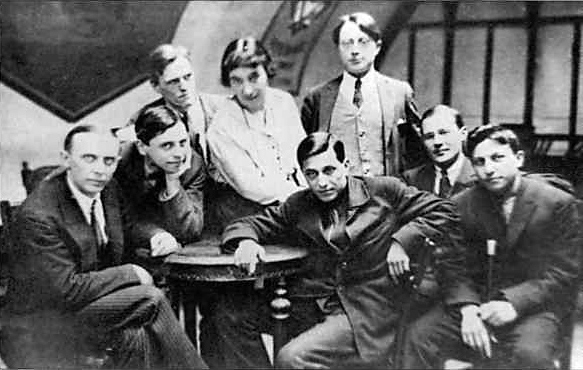
De Serapionbroeders, midden: Polonskaja

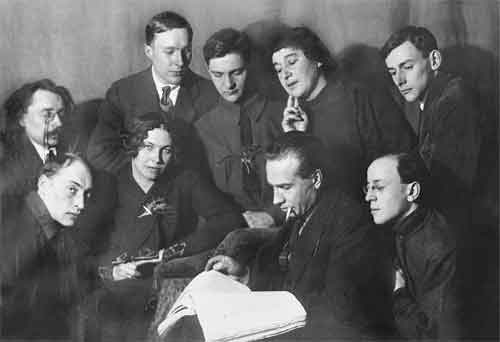
Polonskaja met futuristische schrijvers, 2e van rechtsboven, Sint-Petersburg, 1925. Rechts naast haar Konstantin Vaginov. De vrouw op de benedenrij is Maria Sjkapskaja.

Jelizaveta Grigorjevna Polonskaja (Russisch: Елизавета Григорьевна Полонская) (Warschau, 26 juni [O.S. 14 juni] 1890 – Leningrad, 11 januari 1969) was een Russisch dichteres en schrijfster (voornamelijk van kinderboeken en later ook memoires).

## Leven en werk
Jelizaveta werd geboren in het gezin van de Joodse ingenieur Movsjeson (Мовшесон) uit Łódź, die haar Pools en Jiddisch leerde. In 1905 vluchtte het gezin na een pogrom naar Berlijn om zich vervolgens te vestigen in Sint-Petersburg. Tijdens de Russische Revolutie van 1905 was Polonskaja actief binnen revolutionaire kringen en werd daarop onder politietoezicht geplaatst, waarop ze in 1907 vertrok naar Parijs, om er aan de medische school van Sorbonne te studeren. Hier werd ze de geliefde van Ilja Erenburg en gaf er samen met hem het satirische tijdschrift “Mensen van gisteren”uit (1913-1914). In 1914 studeerde ze af aan de Sorbonne en keerde bij het aanbreken van de Eerste Wereldoorlog terug naar Sint-Petersburg. Tijdens de oorlog werkte ze voor het Rode Kruis aan het zuidwestelijk front.
Polonskaja werd in de jaren twintig bekend als de enige vrouw binnen de non-conformistische literaire groep de Serapionbroeders. Ze verkeerde ook in futuristische kringen. Ze is haar leven lang blijven schrijven. Haar poëzie van draagt sporen van het acmeïsme, is helder, zonder veel pathos, klinkend bijna als proza. In haar werk wordt veelvuldig gebruikgemaakt van historische parallellen en dubbele bodems in het woordgebruik. Polonskaja bewoog zich met haar gedichten altijd op het randje van hetgeen officieel binnen de Sovjet-Unie was toegestaan. Ze verklaarde zich altijd een humanistisch Marxiste en vertegenwoordigde zowel in haar leven als in haar werk Aleksandra Kollontajs ideaalbeeld van de moderne vrijgezelle vrouw, een beeld dat ze zelf versterkte door haar dappere optreden als arts aan het front tijdens de Tweede Wereldoorlog.
In tegenstelling tot de meeste van haar mannelijke Serapionbroeders bleef Polonskaja als dichteres relatief onbekend, zeker internationaal. Enige verandering kwam daarin door het boek “Serapionsister: the poetry of Elizaveta Polonskaja”, door Leslie Dorfman Davis (2001).